# 32008 Adriángalád
32008 Adriángalád è un asteroide della fascia principale. Scoperto nel 2000, presenta un'orbita caratterizzata da un semiasse maggiore pari a 2,1921585 UA e da un'eccentricità di 0,1932832, inclinata di 6,30687° rispetto all'eclittica.
L'asteroide è dedicato all'astronomo slovacco Adrián Galád.